# United States Army 250th Anniversary Parade

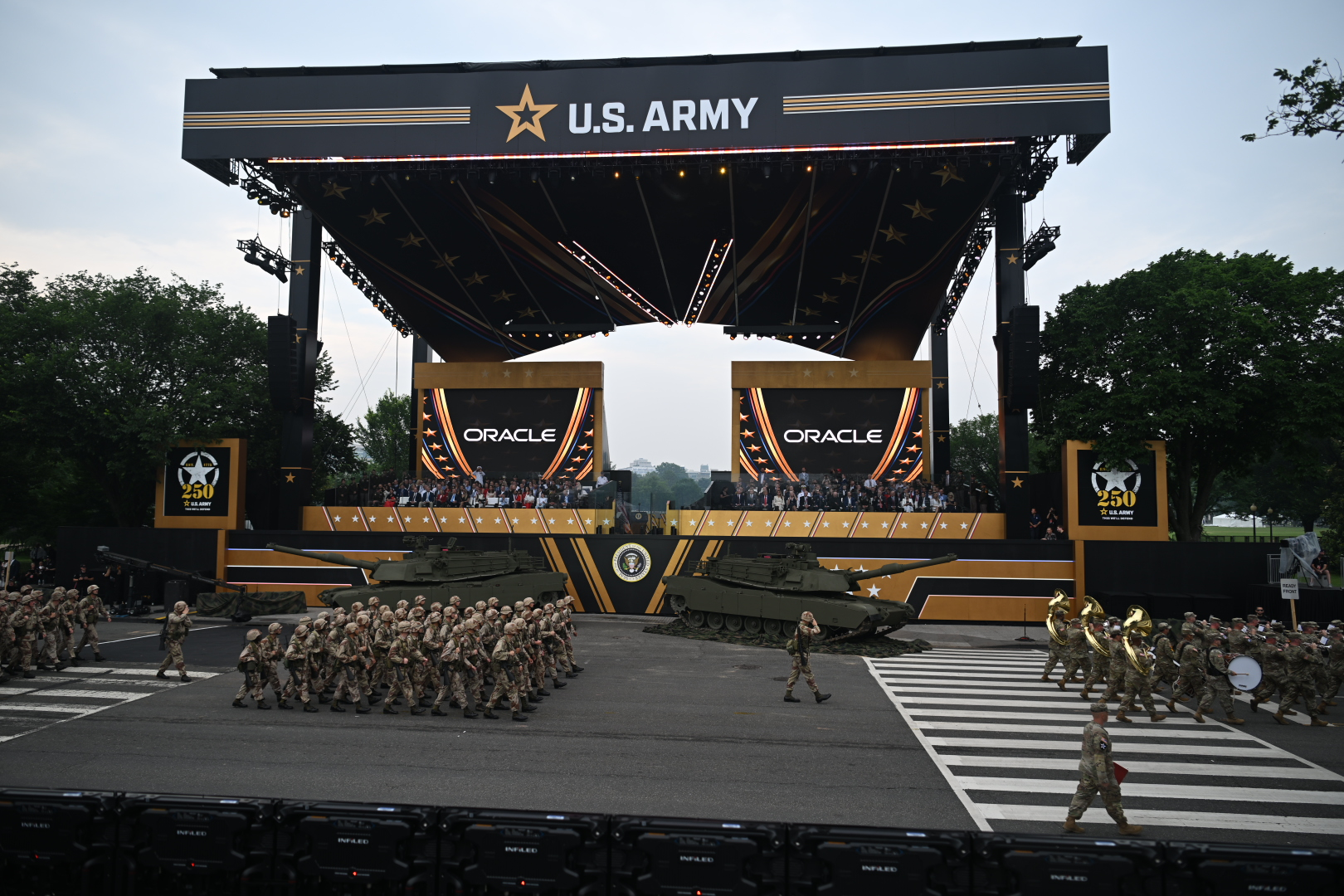
Tribüne mit Rednerpult mit Oracle-Werbung im Hintergrund.

Die 250th Birthday of the U.S. Army Grand Military Parade and Celebration (übersetzt in etwa „Große Militärparade und Feier zum 250. Jahrestag der U.S. Army“), in den Medien oftmals nur als „Trumps Militärparade“ bezeichnet, war eine Militärparade zum 250-jährigen Bestehen des Heeres der USA, die am 14. Juni 2025 in Arlington County, Virginia, und Washington, D.C. stattfand.
Die Parade löste wegen des Ausmaßes der Inszenierung und dem Zusammenfallen mit Donald Trumps 79. Geburtstag landesweite Proteste unter dem Slogan „No Kings“ aus.

## Ablauf
An der Parade nahmen rund 6.600 US-Soldaten teil, außerdem über 150 Fahrzeuge, 50 Hubschrauber und Kampfflugzeuge sowie einige Musikkorps. Einige tausend Besucher waren bei der Parade anwesend, darunter Donald Trump sowie seine Ehefrau Melania Trump, US-Verteidigungsminister Pete Hegseth, US-Außenminister Marco Rubio und General Randy A. George.
Die Parade begann um 17:30 Uhr Ortszeit und endete gegen 21:45 Uhr mit einem Feuerwerk. Sie begann am Pentagon, dem Sitz des US-Verteidigungsministeriums, und endete an der National Mall.
Die Zuschauer reagierten mancherorts desinteressiert und die Marschdisziplin der paradierenden Soldaten wirkte unzureichend – insbesondere die Einhaltung des Gleichschritts. Bei Militärparaden erfolgt üblicherweise der Fußmarsch der teilnehmenden Soldaten im Gleichschritt, der von Marschmusik begleitet wird, um die Einhaltung der Schrittfrequenz zu gewährleisten. Bei dieser Parade wurde stattdessen oft Rock- und Country-Musik abgespielt, zum Teil live.

Bilder der Parade in Washington, D.C.
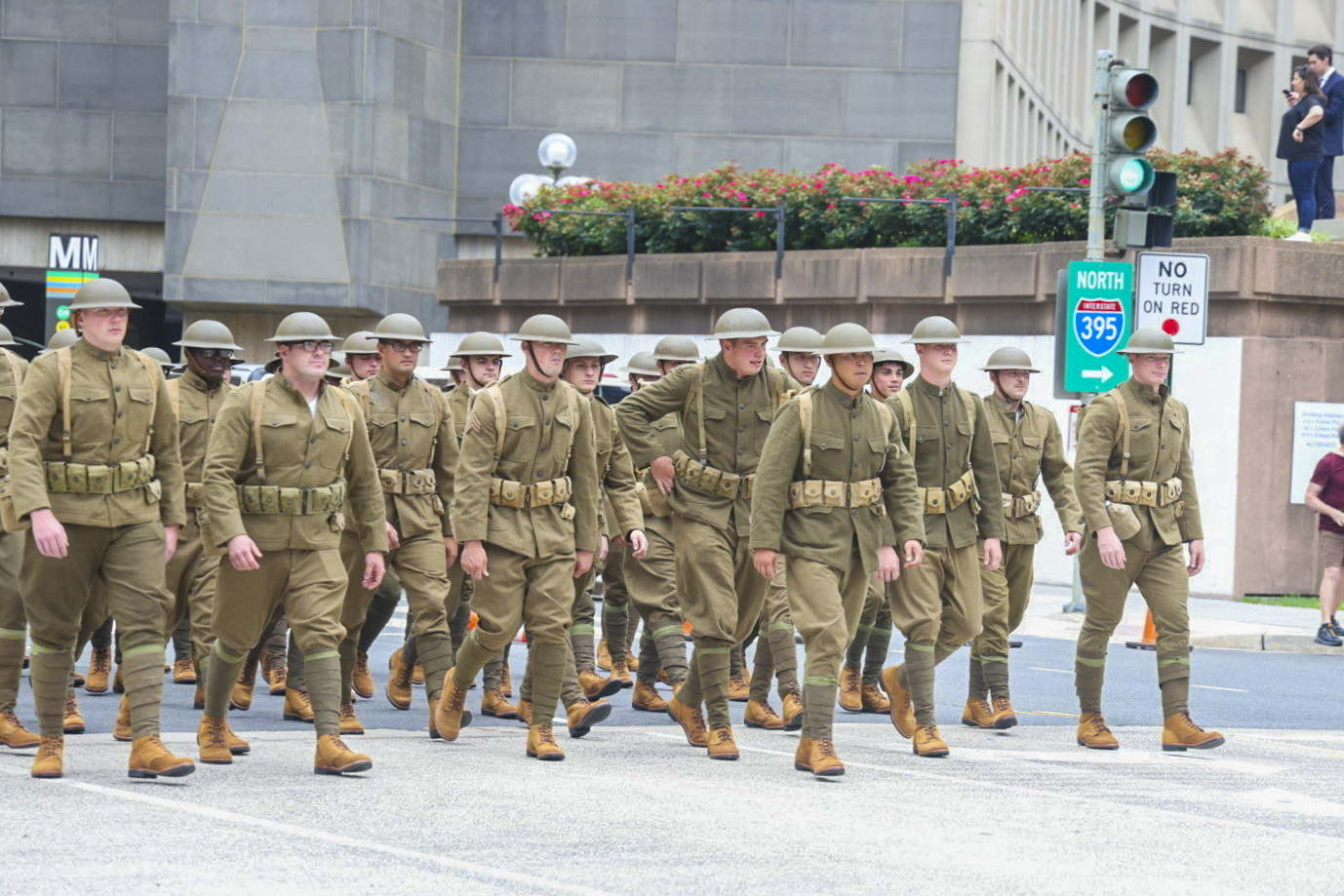
Fallschirmjäger in historischen Uniformen des Ersten Weltkriegs
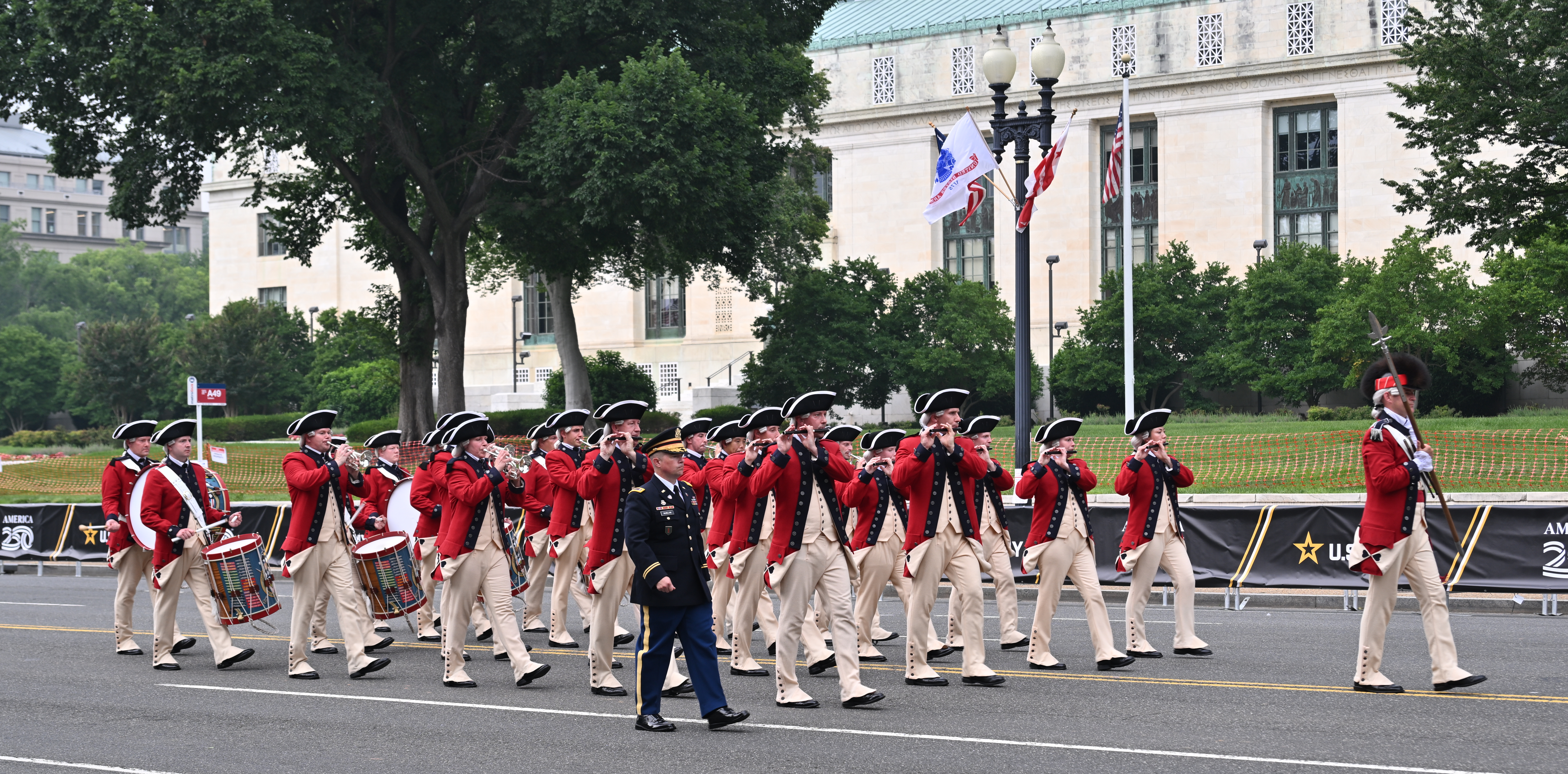
Soldaten in historischen Uniformen des Unabhängigkeitskrieges
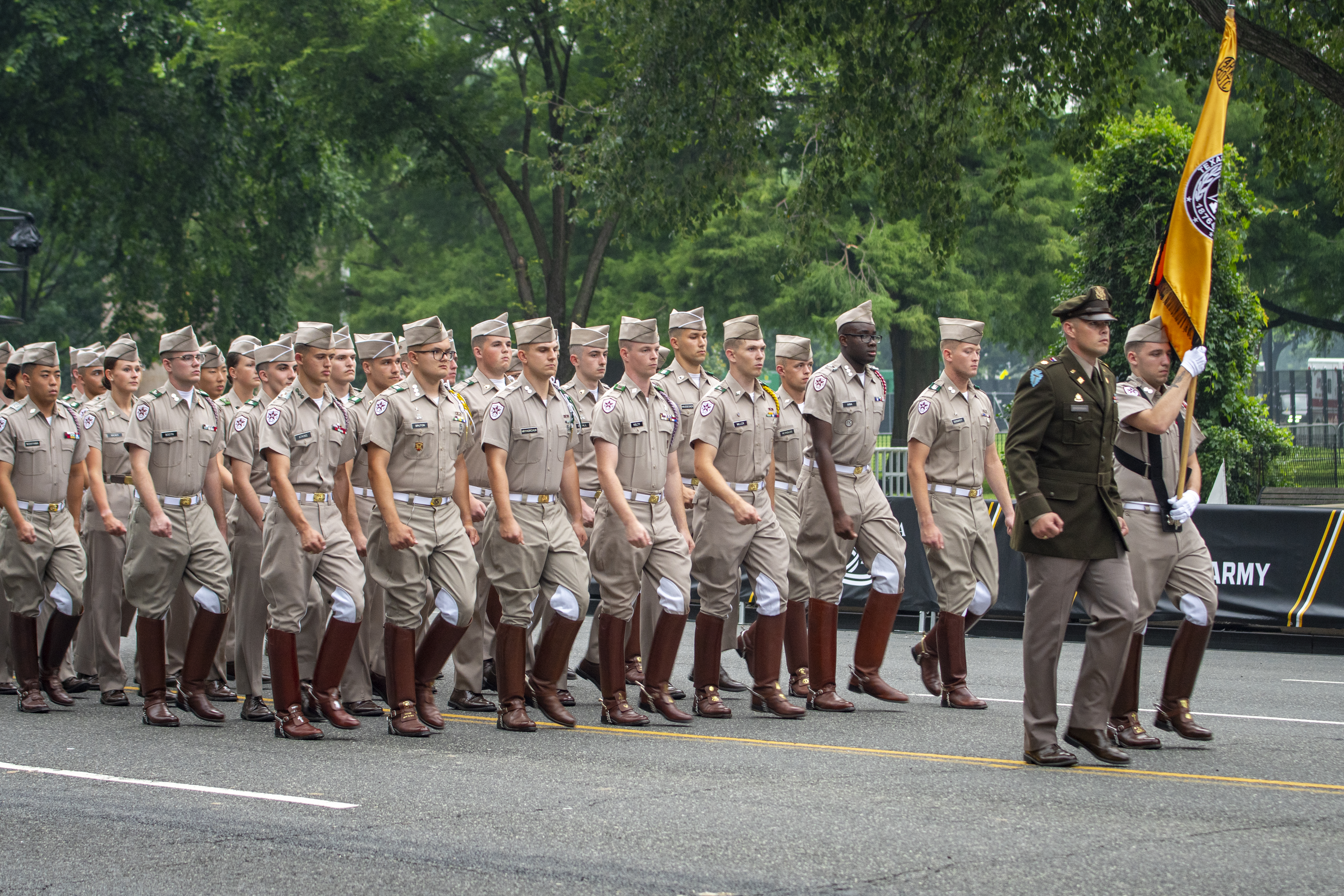
Eine Gruppe des Kadettenkorps der Texas A&M University bei der Parade
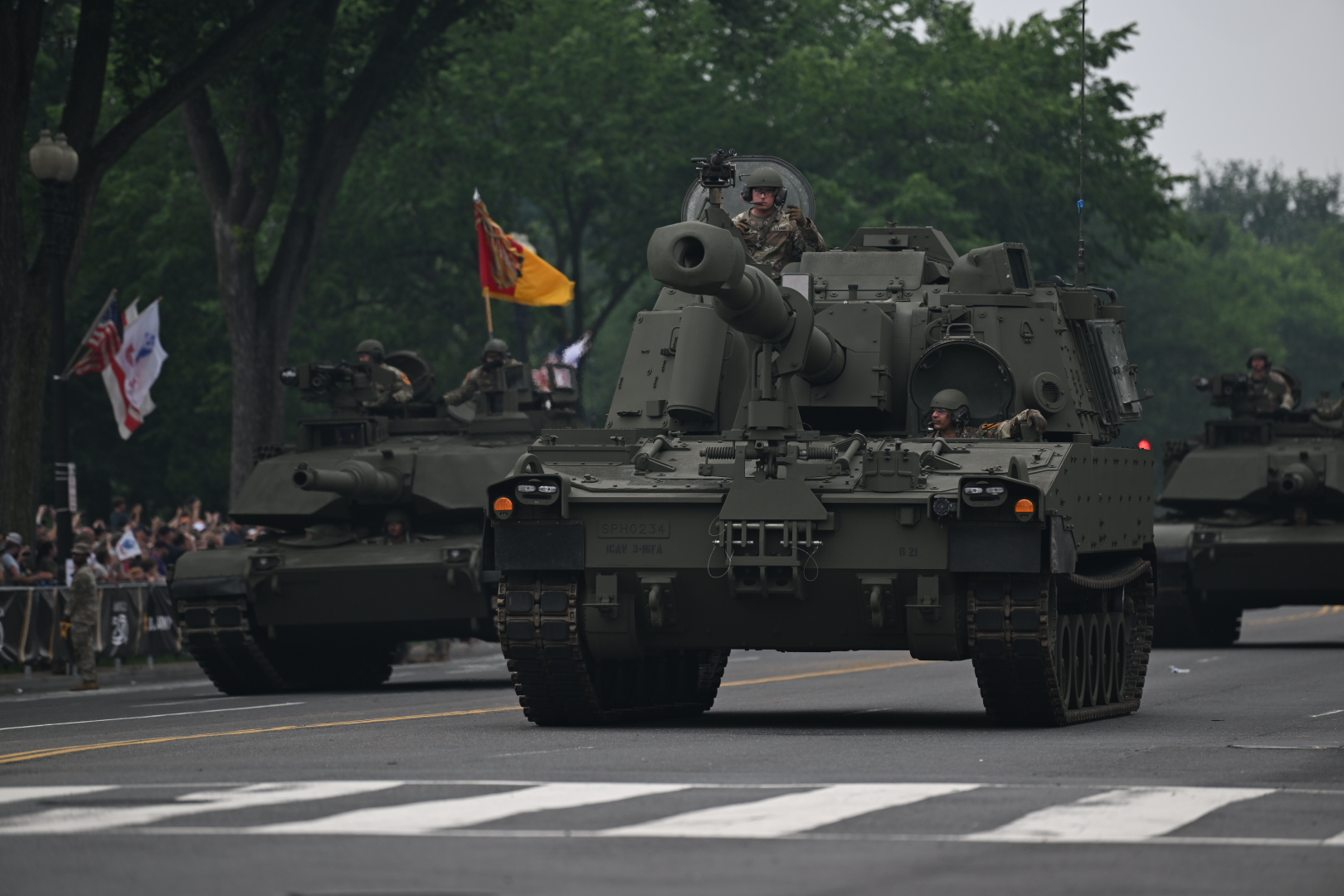
Haubitze vom Typ M109A7 Paladin und zwei M1 Abrams-Panzer

## Kontroversen und Rezeption

### Kosten & Sponsoring
Die Kosten der Parade wurden auf 25 bis 45 Millionen US-Dollar geschätzt und parteiübergreifend kritisiert, insbesondere, weil die Regierung Trump seit ihrem Amtsantritt am 20. Januar 2025 umfangreiche und teils radikale Sparmaßnahmen durchgesetzt hat (siehe DOGE). Eine Reihe von US-amerikanische Unternehmen, darunter Oracle, Amazon, Exiger, BNY, Goldman Sachs, Coinbase, Lockheed Martin, Palantir Technologies, Stellantis, Coca-Cola, Walmart, Chrysler, Jeep, Dodge, Ram, Ultimate Fighting Championship, Phorm Energy, Nextdoor, FedEx und Scotts Miracle-Gro, waren Sponsoren der Veranstaltung.

### Inszenierung Trumps

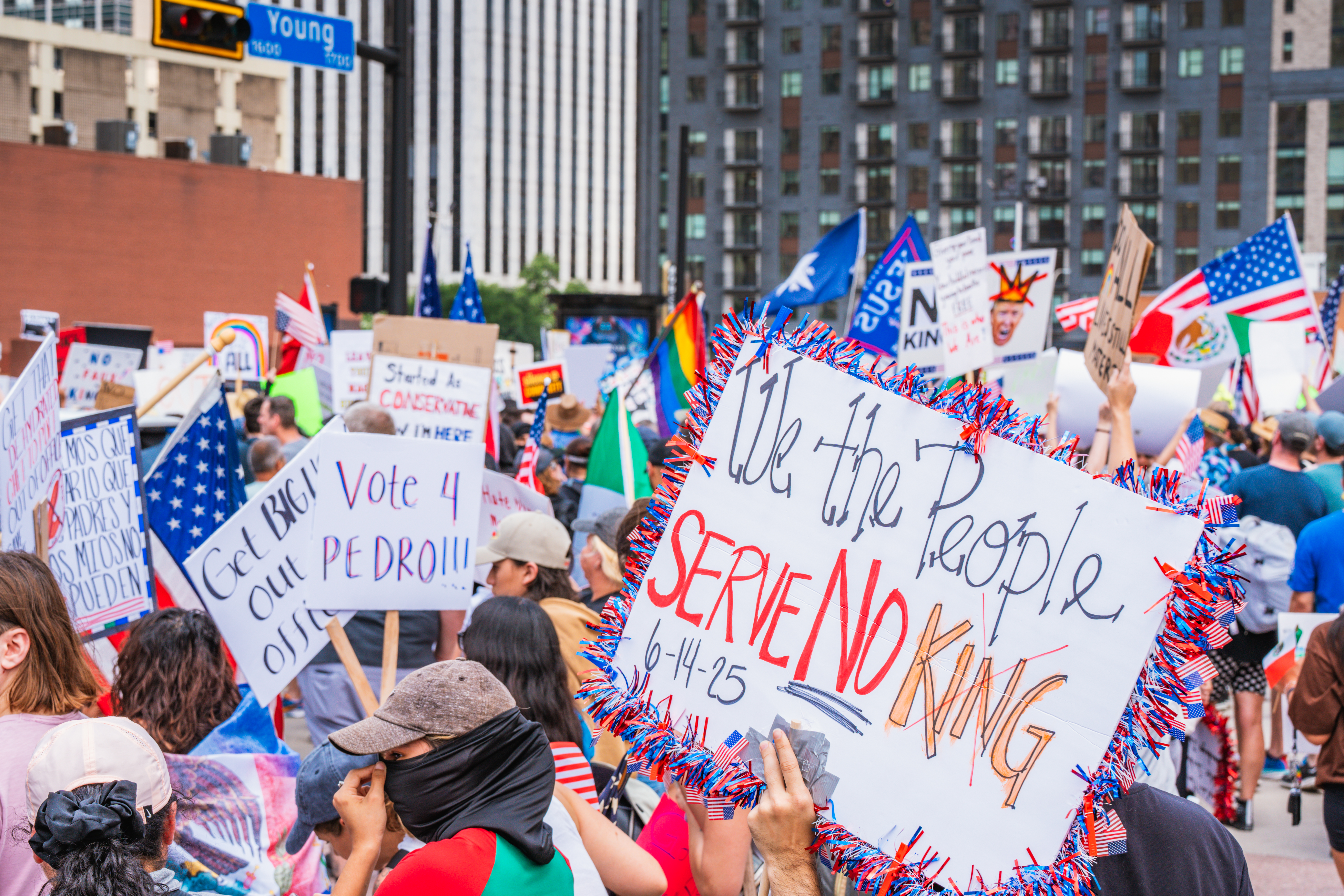
Protestierende in Texas

Da Trump die Militärparade an seinem Geburtstag veranstalten ließ, wird kritisiert, das dies an typische Militärparaden in autoritären Regimen erinnere. Am 14. Juni 2025 fanden in über 2000 Städten (in den USA und in anderen Ländern) die „No Kings“-Proteste statt. Millionen Demonstranten protestierten gegen Trumps Politik und gegen die Parade. Es waren die größten koordinierten Proteste seit dem Beginn von Trumps zweiter Amtszeit.

### Pläne während der ersten Amtszeit Donald Trumps
Während seiner ersten Amtszeit befürwortete Trump eine Militärparade am Veterans Day 2018, stieß jedoch auf den Widerstand des US-Verteidigungsministeriums. Dieses betonte, das Militär aus der Politik heraushalten zu wollen. Der Wunsch nach einer solchen Parade entstand bei Trump, nachdem er 2017 die Militärparade zum französischen Nationalfeiertag miterlebt hatte. Der damalige Verteidigungsminister James N. Mattis soll Trump gegenüber geäußert haben, er würde „eher Säure trinken“, als einer solchen Parade beizuwohnen. General Paul J. Selva merkte an, Militärparaden seien etwas, „was Diktatoren tun“. Trump sagte die Parade für 2018 aufgrund der prognostizierten Kosten ab und organisierte stattdessen die Veranstaltung „Salute to America“ am Unabhängigkeitstag 2019 auf der National Mall. Trump brachte die Idee einer Parade für das Jahr 2020 erneut ins Spiel – diesmal mit Mattis' Nachfolger Mark Esper, der eine „Luftparade“ zum 4. Juli vorschlug.